# Seznam slovenskih blagovnih znamk
Seznam slovenskih blagovnih znamk.

## Seznam

### A
- Akrapovič

### B
- Barcaffe

### C
- Cockta

### G
- Gorenje

### E
- Elan

### K
- Krka

### P
- Pipistrel

### R
- Radenska

### T
- Tomos

## Spletne strani
- 24ur.com
- Najdi.si
- Siol.net
- Slovenskenovice.si